# Alstroemeria magnifica
Espèce
Alstroemeria magnifica est une espèce de la famille des Alstroemeriaceae.

## Description
Alstroemeria magnifica est un géophyte tubéreux . Le feuillage vert est caduc.La floraison a lieu au printemps et en été. Les'inflorescences sont formées de fleurs de couleur magenta.

## Répartition et habitat
L'aire de répartition indigène de cette espèce est le Chili central, principalement dans le biome subtropical.

## Liste des sous-espèces et variétés
Selon GBIF (7 septembre 2024) :
- Alstroemeria magnifica subsp. gayana (Phil.) Ehr.Bayer
- Alstroemeria magnifica subsp. magnifica
- Alstroemeria magnifica subsp. maxima (Phil.) Ehr.Bayer
- Alstroemeria magnifica var. magenta (Ehr.Bayer) Muñoz-Schick
- Alstroemeria magnifica var. magnifica
- Alstroemeria magnifica var. tofoensis Muñoz-Schick

## Systématique
Le nom correct complet (avec auteur) de ce taxon est Alstroemeria magnifica Herb..